# Milena Miconi
Milena Miconi (Roma, 15 de dezembro de 1971) é uma atriz italiana.
Depois de ter estudado atuação, fez sua estreia em fotonovelas e agora trabalha principalmente na televisão.
É testimonail do projeto Parent Project.

## Televisão
- 1997 - Un posto al sole;
- 1998 - S.P.Q.R., direction Claudio Risi;
- 1999 - Anni '50, direction Carlo Vanzina;
- 1999 - Don Matteo, direction Enrico Oldoini - scene Il fuoco della passione;
- 2000 - Tequila & Bonetti - scene Crimini d'estate;
- 2000 - La casa delle beffe, direction Pier Francesco Pingitore;
- 2003-2004 - Carabinieri 2-3, regia di Raffaele Mertes;
- 2004 - Don Matteo 4, direction Giulio Base and Andrea Barzini;
- 2005 - Edda, direction Giorgio Capitani;
- 2005 - San Pietro, direction Giulio Base;
- 2005 - Una famiglia in giallo, direction Alberto Simone;
- 2005 -2006 - Don Matteo 5, direction Giulio Base, Carmine Elia, Elisabetta Marchetti;
- 2007 - Gente di mare 2, direction Giorgio Serafini - scene Una vita da salvare;
- 2008 - Vita da paparazzo, direction Pier Francesco Pingitore;
- 2008 - Terapia d'urgenza, direction Carmine Elia, Lucio Gaudino and Gianpaolo Tescari;
- 2009 - Il Commissario Manara, direction Luca Ribuoli, Guido Caprino and Roberta Giarrusso;
- 2011 - Il delitto di Via Poma, direction Roberto Faenza;
- 2011 - Sarò sempre tuo padre, direction Lodovico Gasparini;
- 2012 - La vita che corre, direction Fabrizio Costa;
- 2012 - Rex - scene Gioco sottobanco;
- 2013 - Un medico in famiglia 8 - Fiction TV.

## Cinema
- Finalmente soli, direção Umberto Marino (1997)
- Fuochi d'artificio, direção Leonardo Pieraccioni (1997)
- Il sottile fascino del peccato, direção Franco Salvia (2010)
- Divino, (curto) direção Giovanni Bufalini (2011)
- La strada di Paolo, direção Salvatore Nocita (2011)
- Miss Wolf and the Lamb, (curto) direção  Roberto Leoni (2011)
- 100 metri dal paradiso, direção  Raffaele Verzillo (2012)
- Il disordine del cuore, direção  Edoardo Margheriti (2013)
- Babbo Natale non viene da Nord, direção Maurizio Casagrande (2015)